# Яблоня венечная
Яблоня венечная, (лат. Malus coronaria, англ. sweet crabapple, garland crab) — дерево, вид рода Яблоня (Malus) семейства Розовые (Rosaceae), произрастающее в Северной Америке.

## Ботаническое описание
Дерево высотой до 10 метров с широкой кроной. Ветви с колючками, кора красновато-коричневая, с продольными трещинами, отслаивается узкими пластинками. Почки ярко-красные с тёмной каёмкой, реснитчатые по краю.
Листья яйцевидной формы, до 10 см длиной, иногда бывают неглубоко лопастными. Молодые листья опушённые, при распускании имеют бронзово-красный цвет, позже становятся голыми, тёмно-зелёными с верхней стороны и более бледными снизу. Осенью желтеют. Черешки тонкие, до 5 см длиной. Прилистники заострённые, длиной до 1,3 см.

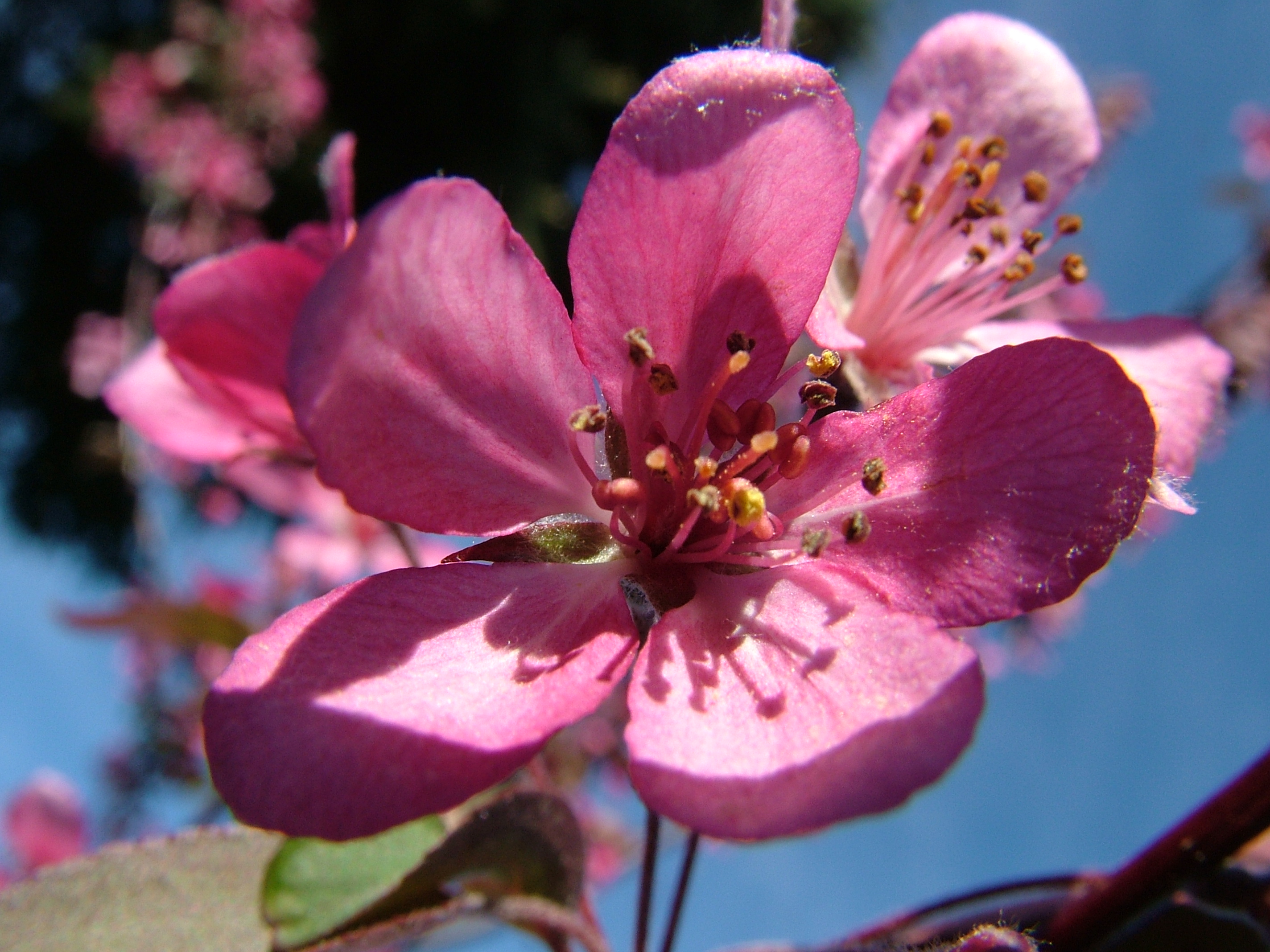
Цветки яблони венечной

Цветки белые или светло-розовые, душистые, диаметром 3—5 см, с тонкими цветоножками, собраны в малоцветковые (3—6 цветков) соцветия. Гипантий с белым опушением, столбики у основания волосистые.
Плоды округлые, жёлто-зелёные с восковым налётом, диаметром до 3,5 см. Они очень душистые, но имеют терпкий и кислый вкус.

## Применение
В США часто выращивается в качестве декоративного растения. Сок из плодов используют для приготовления сидра.